# Latijns-Amerikaans en Caraïbisch Economisch Systeem

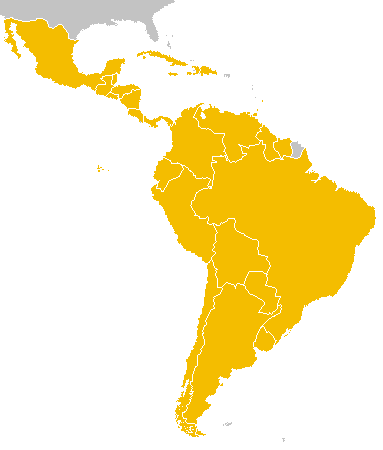
SELA-leden (in geel)

Het Latijns-Amerikaans en Caraïbisch Economisch Systeem (Spaans: Sistema Económico Latinoamericano y del Caribe), afgekort SELA is een regionale intergouvernementele overleg- en samenwerkingsorganisatie. De hoofdzetel bevindt zich in Caracas, Venezuela. SELA werd op 17 oktober 1975 opgericht tijdens de Panama Conventie. Momenteel telt de organisatie 28 landen:
- Argentinië
- Bahama's
- Barbados
- Belize
- Bolivia
- Brazilië
- Colombia
- Costa Rica
- Cuba
- Chili

- Dominicaanse Republiek
- Ecuador
- El Salvador
- Grenada
- Guatemala
- Guyana
- Haïti
- Honduras
- Jamaica
- Mexico

- Nicaragua
- Panama
- Paraguay
- Peru
- Suriname
- Trinidad en Tobago
- Uruguay
- Venezuela